# پالتاک، نورتوست ترتوریست
پالتاک، نورتوست ترتوریست (به انگلیسی: Paulatuk) یک منطقهٔ مسکونی در کانادا است که در قلمروهای شمال غرب واقع شده‌است. پالتاک ۳۱۳ نفر جمعیت دارد و ۵ متر بالاتر از سطح دریا واقع شده‌است.